# Coordinate geografiche

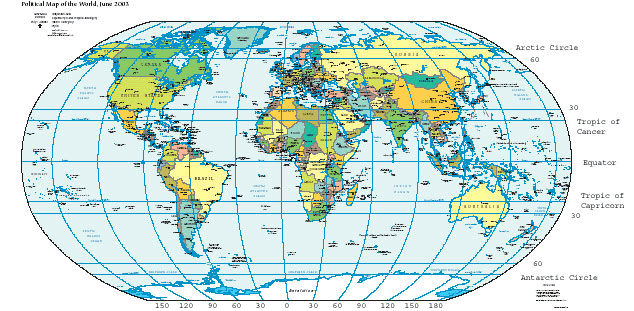
Le linee verticali sono dette meridiani e servono a misurare la longitudine, le linee orizzontali sono dette paralleli e servono a misurare la latitudine.

In geodesia le coordinate geografiche sono valori utili per individuare la posizione di un punto sulla superficie terrestre. Esse sono la latitudine, la longitudine e l'altitudine.

## Storia
L'invenzione di un sistema di coordinate geografiche è generalmente attribuita a Eratostene di Cirene, che compose la sua Geografia, opera oggi perduta, presso la Biblioteca di Alessandria nel III secolo a.C. Un secolo dopo, Ipparco di Nicea migliorò questo sistema determinando la latitudine dalle misurazioni stellari piuttosto che dall'altitudine solare e determinando la longitudine dai tempi delle eclissi lunari. Nel I o II secolo, Marino di Tiro compilò un ampio dizionario geografico e una mappa del mondo tracciata matematicamente utilizzando coordinate misurate ad est da un primo meridiano nella terra conosciuta più occidentale, designata con le Isole Fortunate, al largo della costa dell'Africa occidentale intorno alle Isole Canarie o Capo Verde, e misurate a nord o a sud dell'isola di Rodi al largo dell'Asia Minore.
Fu tuttavia Claudio Tolomeo nel II secolo d.C. ad adottare per primo il sistema di latitudine e longitudine. Nella sua Geografia Tolomeo utilizzava lo stesso primo meridiano ma misurava invece la latitudine dall'equatore. Dopo che i lavori di Marino di Tiro e di Tolomeo furono tradotti in arabo nel IX secolo, il Libro della descrizione della Terra di Al-Khwārizmī corresse gli errori dei due studiosi antichi riguardo alla lunghezza del Mar Mediterraneo, facendo sì che la cartografia araba medievale utilizzasse un primo meridiano a circa 10º ad est della linea usata da Tolomeo. La cartografia matematica riprese in Europa dopo il recupero del testo di Tolomeo da parte del grammatico e teologo bizantino Massimo Planude poco prima del 1300. Il testo è stato tradotto in latino dall'umanista Jacopo d'Angelo intorno al 1407 a Firenze.
Nel 1884 a Washington si tenne la International Meridian Conference, alla quale parteciparono quarantuno rappresentanti di venticinque nazioni. Ventidue di loro decisero di adottare come linea di riferimento zero la longitudine del meridiano di Greenwich, che passava per il Royal Observatory di Greenwich, in Inghilterra. La Repubblica Dominicana votò contro la mozione, mentre Francia e Brasile si astennero. La Francia adottò il meridiano di Greenwich solo nel 1911, continuando fino ad allora ad usare il meridiano di Parigi.

## Latitudine, longitudine e altitudine
La latitudine è la distanza angolare di un punto dall'equatore e la longitudine è la distanza angolare di un punto da un arbitrario meridiano di riferimento lungo lo stesso parallelo del luogo (misurati in gradi). Dal 1884 il meridiano fondamentale di riferimento è convenzionalmente fissato a Greenwich. La sua longitudine è quindi 0º. L'altitudine è la distanza, misurata lungo la verticale del punto considerato sulla superficie terrestre, dal livello del mare.

### Misura
Le latitudini e le longitudini sono grandezze angolari e come tali sono misurate in gradi
Storicamente, l'ordine con cui si indicavano le coordinate era sempre lo stesso, prima la latitudine e poi la longitudine, usando diversi formati per scrivere i gradi.
Gradi minuti secondi (DMS)
Viene espresso tutto in base sessagesimale. Esempio: le coordinate del Colosseo sono N 41° 53' 24″ E 12° 29' 32″.
Talvolta, per fornire indicazioni più precise, pur utilizzando la notazione DMS, i secondi vengono espressi in formato decimale. Ad esempio: N 41°53'24.8280 E 12°29'32.0136.
Gradi minuti decimali (DM)
Esempio: le suddette coordinate diventano 41°53.41380', 12°29.53356' oppure 41d 53.41380m, 12d 29.53356m.
Gradi decimali (DD)
Di solito da 4 a 6 cifre decimali. Esempio: le suddette coordinate diventano 41.8902300°, 12.4922260°.
Notare che l'indicazione degli emisferi N (nord) / S (sud) e E (est) / O (ovest) può essere sostituita dal segno. In particolare, avremo valori negativi per latitudini nell'emisfero sud e longitudini a ovest del meridiano fondamentale.
Ultimamente si usa sempre più l'ordine longitudine - latitudine, per uniformarsi ai sistemi UTM e MGRS.

### Riferimento
Essendo la terra un corpo irregolare (geoide), dare una descrizione matematica della sua superficie è un compito assai arduo. Solitamente si suppone che essa sia assimilabile a un ellissoide, in modo che quest'ultimo approssimi bene la sua superficie (soprattutto per quanto riguarda le quote). L'estrema variabilità della superficie terrestre ha fatto proporre a diversi studiosi diverse forme di ellissoide, tra le quali quella più usata (perché si suppone approssimi meglio la superficie terrestre) è l'ellissoide di Hayford.
Solitamente gli ellissoidi vengono orientati localmente per una superficie terrestre riconducibile a quella di una regione, una nazione, un continente. Per questo quando si parla di coordinate geografiche si deve menzionare anche il suo datum, ovvero il suo ellissoide di riferimento e il suo orientamento. Oggi il più usato (anche da Wikipedia, nel campo coordinate delle località) è il sistema WGS84, ovvero un ellissoide avente il centro coincidente con il centro di massa della terra e avente i seguenti parametri:
- semiasse maggiore: a = 6378137 m;
- semiasse minore: c = 6356752,3142 m;
- schiacciamento: f = 1/298,257223563;
- costante gravitazionale geocentrica: u = 3986005×108 - m³/s².

### Monte Mario
In Italia era uso (non del tutto scomparso) utilizzare come meridiano di riferimento quello detto Meridiano di Monte Mario in quanto passante appunto per l'osservatorio di Monte Mario a Roma, posto a 12º 27' 08,40" E di Greenwich. Come ellissoide di riferimento venne utilizzato l'ellissoide di Hayford orientato appunto a Monte Mario. Tale sistema di coordinate venne utilizzato dall'Istituto Geografico Militare (IGM) per aggiornare i dati allo standard World Geodetic System 84 (WGS84), su cui si basa anche il Sistema di posizionamento globale (GPS). Lo standard WGS84 si basa su un modello geodetico della Terra standard. L'EGM96 è un geoide definito da un sistema di armoniche sferiche.